# Guido Driesen
Guido Driesen (Lier, 16 juni 1955) is een Vlaams hedendaags architect.
Driesen maakt deel uit van het architectenteam Driesen-Meersman-Thomaes. Hun oeuvre omvat zowel nieuwbouw als restauraties en verbouwingen.
Driesen studeerde architectuur en monumentenzorg aan het Antwerpse HAIR (1973-79). Driesen was stagiair bij onder andere Lou Jansen en Georges Baines (1979-1981). Aanvankelijk werkte Driesen slechts incidenteel samen met Jan Meersman en Jan Thomaes, onder andere voor de Wish '85-wedstrijd voor Kapellen (tweede prijs). In 1990 wonnen ze samen de wedstrijd voor het Belgisch paviljoen op de wereldtentoonstelling van 1992 in Sevilla, waarna ze zich aaneensloten tot Driesen-Meersman-Thomaes architecten. Hun ontwerp bestond uit een met zeildoek beklede doos waarin voor de verschillende onderdelen duidelijk herkenbare volumes geschoven waren: een houten werfkeet, container en black box, verbonden door roltrappen en loopbruggen. Ze bouwden voorts agentschappen voor BACOB in Merksem (1992-94) en Deurne (1992-95), herstructureren het Koninklijk Museum voor Schone Kunsten in Antwerpen (vanaf 1995) en ontwierpen nieuwe auditoria voor de Universiteit Antwerpen (2001).